# Bahnhof Mühlheim (Main)
Der Bahnhof Mühlheim (Main) war der Bahnhof der hessischen Stadt Mühlheim am Main. Heute dient er – als Haltepunkt – ausschließlich dem S-Bahn-Verkehr.

## Geschichte

### Anlage
Der Mühlheimer Bahnhof wurde am 15. November 1873 als ein Bahnhof an der am gleichen Tag in Betrieb genommenen Bahnstrecke Frankfurt–Göttingen eröffnet.

Am 8. November 1900 ereignete sich westlich des Bahnhofs ein schwerer Auffahrunfall eines Personenzuges auf einen Schnellzug. Zwölf Tote und vier Verletzte waren die Folge. 
Am 23. Mai 1995 wurde parallel zu dieser ersten Strecke die Bahnstrecke Frankfurt Schlachthof–Hanau als eigene Strecke für die Züge der S-Bahn Rhein-Main eröffnet. Dabei wurde ein Mittelbahnsteig für den S-Bahn-Verkehr gebaut. Die Bahnsteige an den Fernbahngleisen, ebenso wie Nebengleise, wurden abgebaut.

### Heutige Situation
Der neue Haltepunkt dient ausschließlich den S-Bahnen der Linien S8 und S9. An der Strecke Frankfurt–Offenbach–Hanau gibt es, außer den beiden Streckengleisen der Fernbahn, keine Eisenbahninfrastruktur mehr. Östlich des Haltepunktes gibt es für diese Strecke eine Überleitstelle.

### Empfangsgebäude

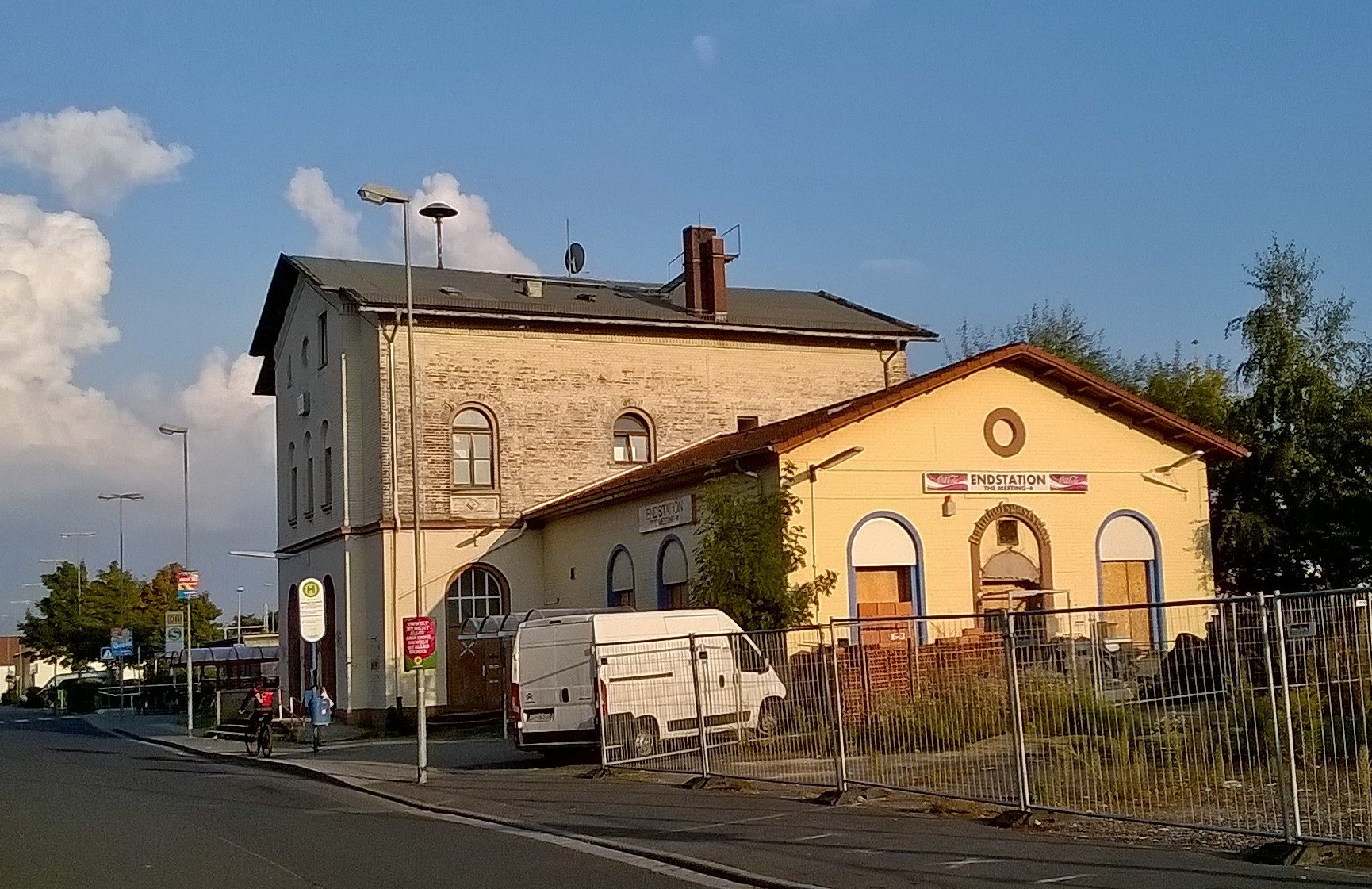
Empfangsgebäude (2017)

Im Empfangsgebäude aus dem Jahr 1873 gab es früher einen Fahrkartenschalter sowie eine Bahnhofsgaststätte. Es wurde privatisiert. Nach einem länger anhaltendem Leerstand war das Gebäude etwas verkommen. Nach einer Sanierung befindet sich seit 2019 im unteren Bereich des Gebäudes ein Café. In den oberen Stockwerken sind Wohnungen entstanden.

## Gegenwart

### Infrastruktur

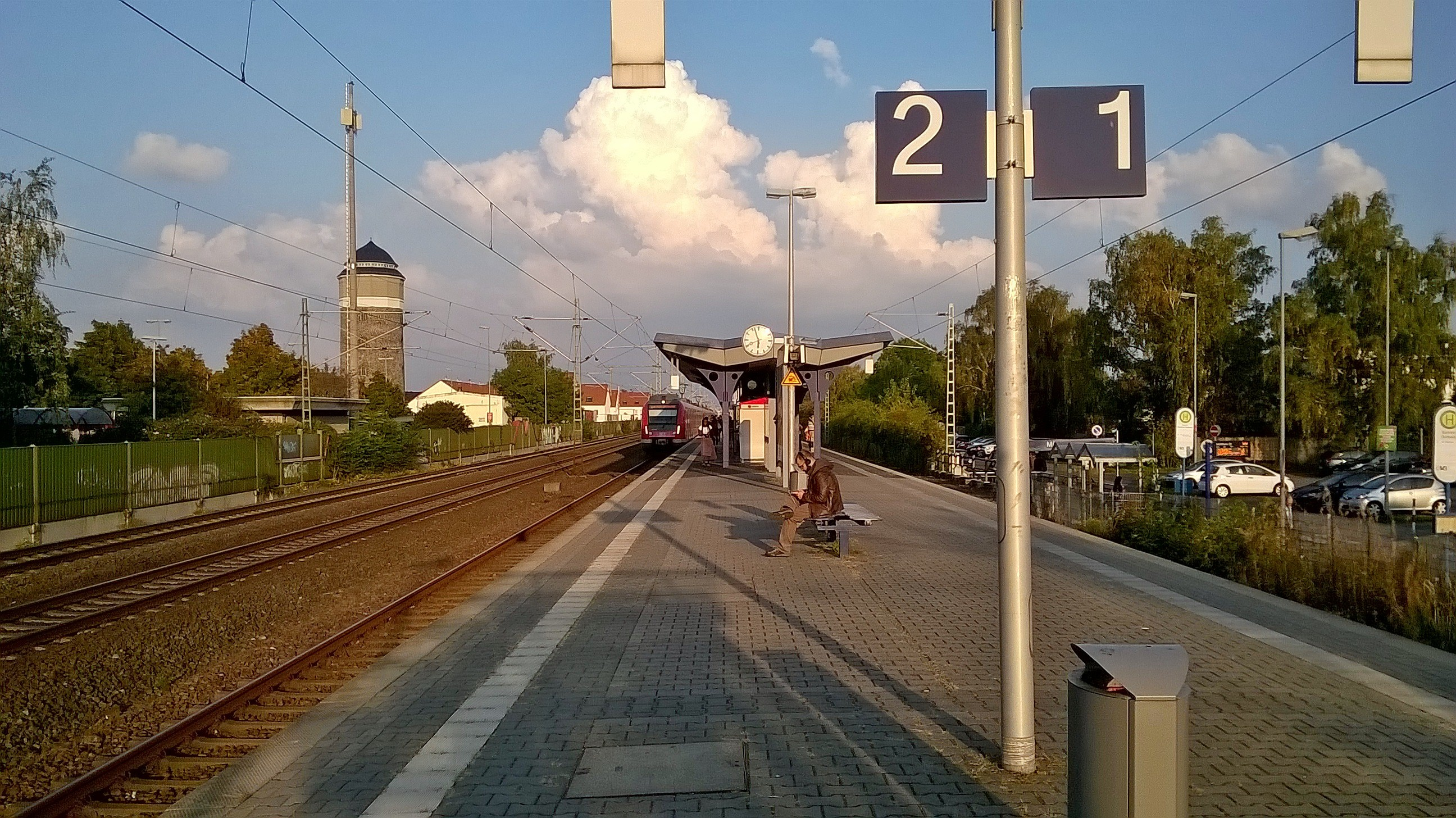
Bahnhof Mühlheim (Main)

Der Haltepunkt verfügt über einen Mittelbahnsteig an der S-Bahn-Strecke. Westlich des Haltepunktes vereinen sich die beiden Gleise zu einem in Richtung Offenbach Ost. Östlich führt die S-Bahn-Strecke zweigleisig in Richtung Hanau Hauptbahnhof, hinter dem Haltepunkt Mühlheim-Dietesheim wird sie wieder eingleisig.

### Betrieb
Die S-Bahnen verkehren in einem Grundtakt von 30 Minuten. Da die S8 in der Nebenverkehrszeit in Offenbach Ost endet, aber in der Hauptverkehrszeit bis Hanau durchgebunden wird, entsteht in der Hauptverkehrszeit ein 15-Minuten-Takt. Im Nachtverkehr von 02:00 bis 04:00 Uhr wird der Haltepunkt ausschließlich durch die Linie S8 bedient.
| Linie | Verlauf | Takt             |
| ----- | --- | ---------------- |
| S8    | Wiesbaden Hbf – Wiesbaden Ost – Mainz Nord – Mainz Hbf – Mainz Römisches Theater – Mainz-Gustavsburg – Mainz-Bischofsheim – Rüsselsheim Opelwerk – Rüsselsheim – Raunheim – Kelsterbach – Frankfurt am Main Flughafen Regionalbahnhof – Frankfurt (Main) Gateway Gardens – Frankfurt am Main Stadion – Frankfurt-Niederrad – Frankfurt (Main) Hbf tief – Frankfurt (Main) Taunusanlage – Frankfurt (Main) Hauptwache – Frankfurt (Main) Konstablerwache – Frankfurt (Main) Ostendstraße – Frankfurt (Main) Mühlberg – Offenbach-Kaiserlei – Offenbach Ledermuseum – Offenbach Marktplatz – Offenbach (Main) Ost – Mühlheim (Main) – Mühlheim (Main) Dietesheim – Steinheim (Main) – Hanau Hbf | 30 min (nur HVZ) |
| S9    | Wiesbaden Hbf – Wiesbaden Ost – Mainz-Kastel – Mainz-Bischofsheim – Rüsselsheim Opelwerk – Rüsselsheim – Raunheim – Kelsterbach – Frankfurt am Main Flughafen Regionalbahnhof – Frankfurt (Main) Gateway Gardens – Frankfurt am Main Stadion – Frankfurt-Niederrad – Frankfurt (Main) Hbf tief – Frankfurt (Main) Taunusanlage – Frankfurt (Main) Hauptwache – Frankfurt (Main) Konstablerwache – Frankfurt (Main) Ostendstraße – Frankfurt (Main) Mühlberg – Offenbach-Kaiserlei – Offenbach Ledermuseum – Offenbach Marktplatz – Offenbach (Main) Ost – Mühlheim (Main) – Mühlheim (Main) Dietesheim – Steinheim (Main) – Hanau Hbf                                                         | 30 min           |

### Busverkehr
Der Mühlheimer Bahnhof wird von Bussen der Offenbacher Überland-Stadtbuslinie 120 und der Mühlheimer Stadtbuslinie OF-31 bedient. Spätabends und sonntags verkehrt das Anruf-Sammel-Taxi OF-35, welches beide Buslinien zu diesen Zeiten ersetzt.